# Viorel Ranga
Viorel Ranga (n. 1926, Pojejena de Jos, Caraș-Severin – d. 1994) a fost un anatomist, profesor și doctor în științe medicale, șeful  Catedrei de Anatomie Umană de la Universitatea de Medicină și Farmacie „Carol Davila” din București. A publicat aproape 150 de lucrări științifice, cursuri de anatomie și a efectuat numeroase cercetări științifice în anatomia umană.

## Biografia
Viorel Ranga s-a născut în 1926 în Pojejena de Jos, jud. Caraș-Severin. A absolvit Institutul de Medicină și Farmacie din București în 1952. În 1953 a devenit preparator la catedra de anatomie, iar ulterior asistent (1954), șef de lucrări (1962), conferențiar (1970), profesor (1974).  A fost șeful Catedrei de Anatomie Umană de la București (1977), medic primar chirurg (1963), doctor în științe medicale (1968).

## Activitatea didactică și științifică

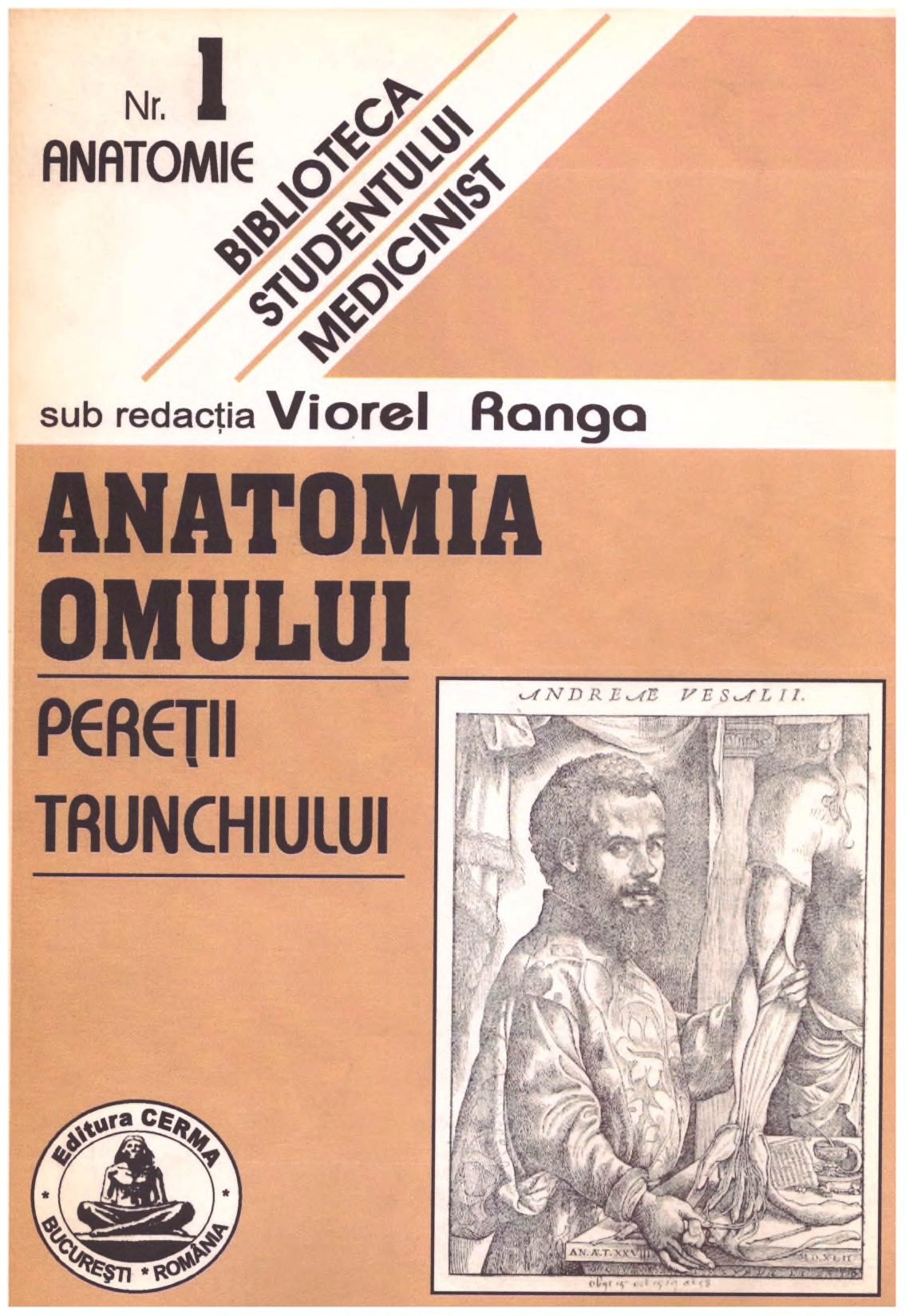

A publicat aproape 150 de lucrări științifice, cursuri de anatomie litografiate, colaborări anatomice la tratate de chirurgie și de medicină internă, dintre care: Anatomia omului (1961); Tratat de anatomia omului (3 volume, 1991), Atlasul de anatomia omului - sistemul nervos central (1993). A efectuat numeroase cercetări științifice în domeniul anatomiei și a fost conducător de doctorat în specialitatea anatomie (din 1981).